# Citronella apogon
Citronella apogon là một loài thực vật có hoa trong họ Cardiopteridaceae. Loài này được (Griseb.) R.A.Howard mô tả khoa học đầu tiên năm 1942.